# Atherinidae
Famille
Les Atherinidae sont une famille de poissons Atheriniformes.

## Liste des genres
Selon World Register of Marine Species (9 avril 2021) :
- genre Alepidomus Hubbs, 1944
- genre Atherina Linnaeus, 1758
- genre Atherinason Whitley, 1934
- genre Atherinomorus Fowler, 1903
- genre Atherinops Steindachner, 1876
- genre Atherinopsis Girard, 1854
- genre Atherinosoma Castelnau, 1872
- genre Atherion Jordan & Starks, 1901
- genre Basilichthys Girard, 1855
- genre Bleheratherina Aarn & Ivantsoff, 2009
- genre Colpichthys Hubbs, 1918
- genre Craterocephalus McCulloch, 1912
- genre Doboatherina Sasaki & Kimura, 2019
- genre Hypoatherina Schultz, 1948
- genre Kestratherina Pavlov, Ivantsoff, Last & Crowley, 1988
- genre Leptatherina Pavlov, Ivantsoff, Last & Crowley, 1988
- genre Leuresthes Jordan & Gilbert, 1880
- genre Sashatherina Ivantsoff & Allen, 2011
- genre Stenatherina Schultz, 1948
- genre Teramulus Smith, 1965

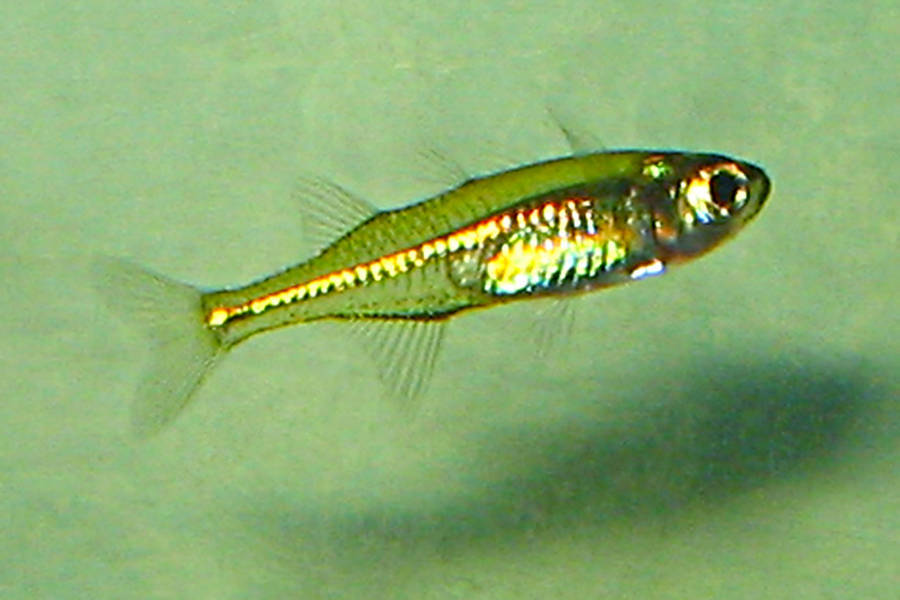
Alepidomus evermanni.
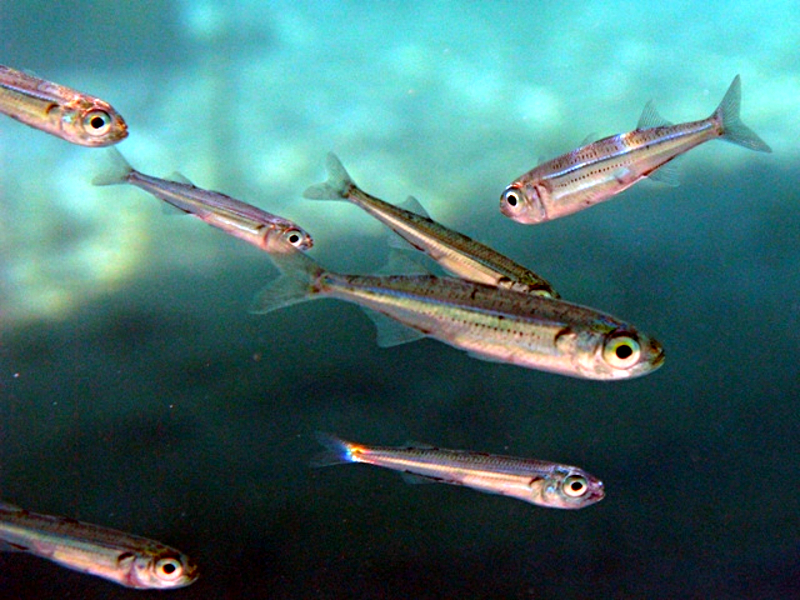
Atherina boyeri.
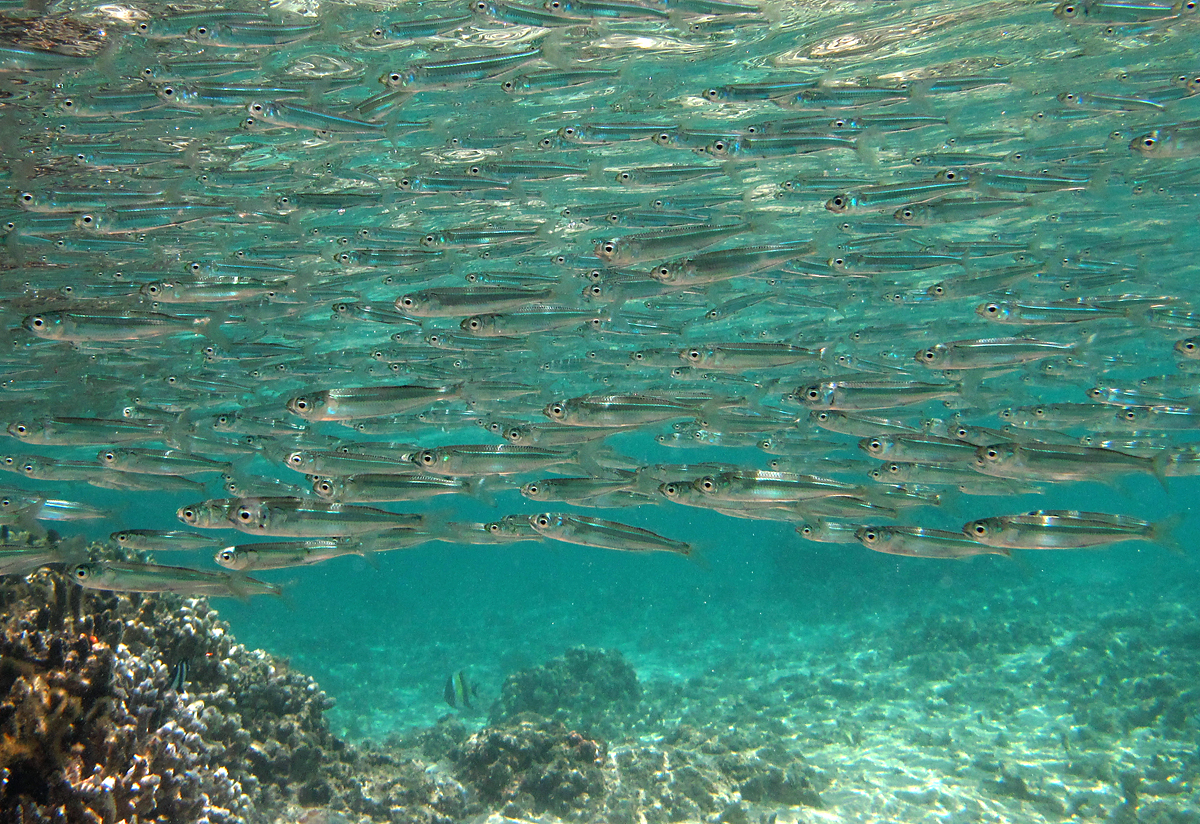
Atherinomorus lacunosus.
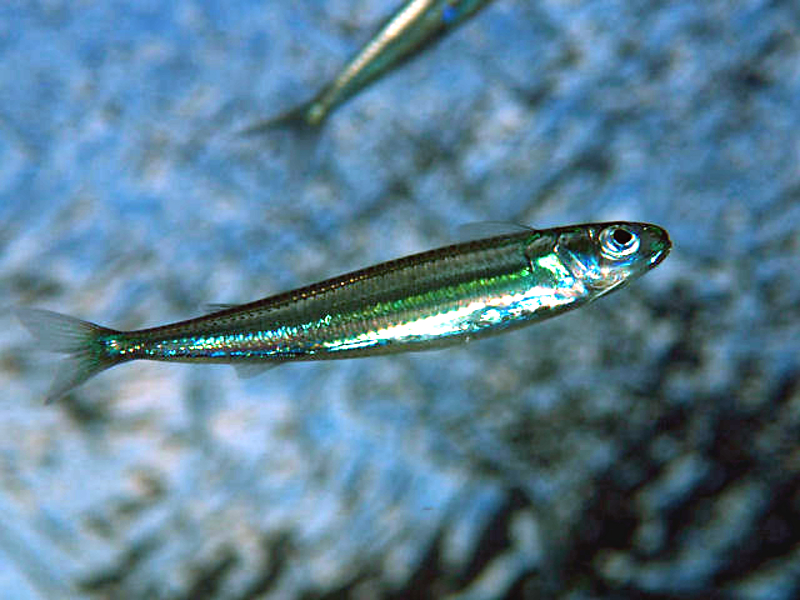
Hypoatherina tsurugae.